# Equipe ruandesa na Copa Davis
A equipe ruandesa na Copa Davis representa Ruanda na Copa Davis, principal competição de tênis masculina por equipes do mundo. É administrada pela Fédération Rwandaise de Tennis.